# Una storia di guerra
Una storia di guerra (Malta Story) è un film del 1953 di Brian Desmond Hurst.

## Trama
Nel 1942, durante la Seconda Guerra Mondiale, Peter Ross è un pilota ricognitore della RAF, è in viaggio verso l'Egitto. Durante uno scalo tecnico a Malta l'aereo di trasporto viene distrutto da una incursione nemica. È in corso una intensa campagna di bombardamenti dell'Asse prima dell'invasione. Il comandante dell'aviazione locale (Frank) lo immette nei ranghi con l'incarico di fotografare il trasporto di alianti verso la Sicilia. Ross svolge il suo compito militare ma il suo interesse è diretto verso la bella ragazza maltese Maria Gonzar, conosciuta sull'isola ed all'esplorazione dei resti megalitici dell'isola.
Il racconto prosegue mescolando gli episodi relativi alla difesa dell'isola (bombardamenti, ricostruzione degli aeroporti, trasferimenti di aerei con portaerei americane) con momenti di idillio della coppia (passeggiate e gite al mare).
Nel film si mescola anche una storia di spionaggio dove il fratello di Maria svela le tensioni indipendentiste presenti nell'isola che sfociano nel tradimento.

## Curiosità
Gli interpreti del film, Alec Guinness e Jack Hawkins, si ritroveranno su fronti "opposti" nel film Il ponte sul fiume Kwai.